# Хэнтайгана
Хэнтайгана (яп. 変体仮名, буквально «необычная кана») — вид японской письменности: устаревшие варианты написания знаков азбуки хираганы. Хэнтайгана возникла в результате курсивной записи знаков манъёганы, в которой для представления одного слога могли использоваться разные кандзи. До реформы письменности 1900 года, когда за каждой морой японского языка был закреплён один знак хираганы, хэнтайгана использовалась наравне с хираганой, причём выбор между этими двумя азбуками зависел от желания пишущего. Хэнтайгана добавлена в Юникод в версии 10.0.

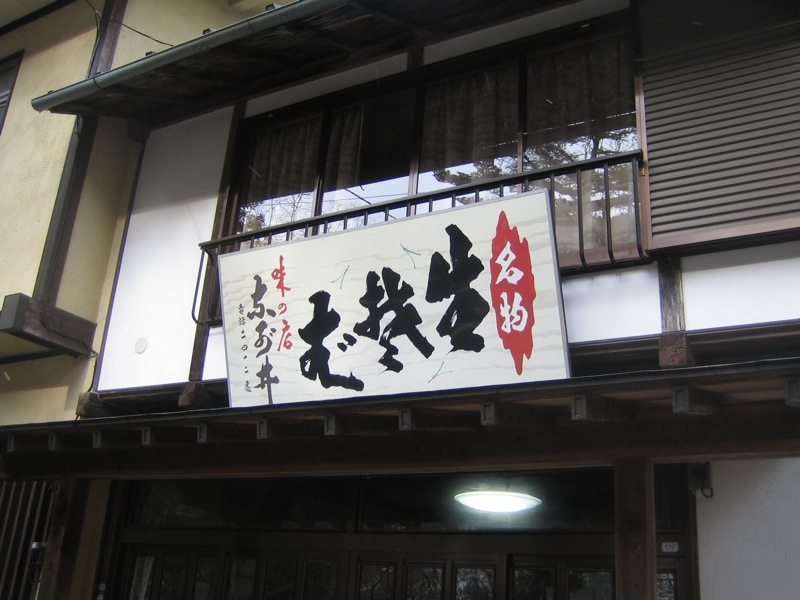
Ресторан с вывеской на хэнтайгане: кандзи 生 «ки», курсив знака 楚 «со», знак 者 «ха» с дакутэном.
Вертикальный текст слева: хэнтайгана 奈 «на», хэнтайгана 可 «ка» с дакутэном, кандзи 井 (или хэнтайгана «ви»).

В современной письменности хэнтайгана считается устаревшей, однако в некоторых областях она применяется до сих пор. Например, многие рестораны, где подают собу, используют хэнтайгану для записи «кисоба» (яп. 生そば) на своих вывесках. Хэнтайгана используется в некоторых официальных рукописных документах и свидетельствах, выдаваемыми школами боевых искусств, религиозными семинарами и школами этикета. Хэнтайгана также используется для воспроизведения классических японских текстов и для того, чтобы придать тексту старинный вид. Использование хэнтайганы схоже с современным использованием готического письма в германских и других европейских языках. Впрочем, большинство японцев сегодня не могут читать хэнтайгану, узнавая лишь некоторые знаки, часто встречающиеся на вывесках, или догадываясь об их смысле по контексту.
Слово хэнтай (яп. 変体, необычный) не следует путать с омофоном хентай (яп. 変態 хэнтай, извращённый), от которого происходит жаргонное выражение, обозначающее эротическую разновидность аниме и манги.

## Знаки хэнтайганы

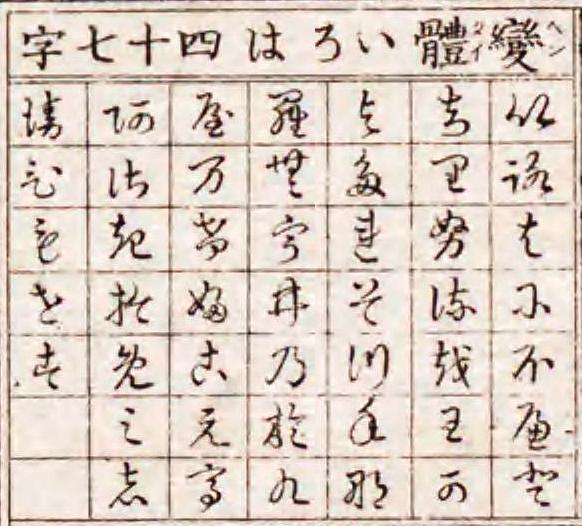
Хэнтайгана в книге «Гэндзай дзидо тёхоки: кайка дзицуэки» (1886)

Хэнтайгана содержит около 800 символов. Ныне распространены 27 символов, в основном использующиеся на вывесках и колоритных объявлениях. Ниже представлен их неполный список. Рядом с каждым символом хэнтайганы запечатлена его транскрипция и кандзи, от которого данный символ произошёл.

以（い）и
江（え）э
於（お）о
可（か）ка
起（き）ки
古（こ）ко
志（し）си
春（す）су
多（た）та
奈（な）на
能（の）но
者（は）ха
由（ゆ）ю
連（れ）рэ
路（ろ）ро
王（わ）ва